# Absolutheitsprinzip
Absolutheitsprinzip ist im Sachenrecht ein Grundsatz, wonach dingliche Rechte als absolute Rechte sich gegen jedermann (absolut) richten, von jedermann zu beachten sind und daher gegen jedermann schützen.

## Allgemeines
Das Absolutheitsprinzip steht am Anfang der fünf das Sachenrecht beherrschenden Prinzipien (PASTA nach den Anfangsbuchstaben; daneben noch Publizitätsprinzip, Spezialität, Typenzwang und Abstraktionsprinzip). Absolute Rechte sind Beherrschungsrechte, mit deren Hilfe auf eine bestimmte Sache eingewirkt und/oder fremde Einwirkung ausgeschlossen werden kann. Wegen dieser weitreichenden Wirkung und aus Gründen der Rechtssicherheit und Rechtsklarheit ist es notwendig, die Geltung des Absolutheitsprinzips durch die vier anderen, gegenläufigen Prinzipien des Sachenrechts einzuschränken. Absolute Rechte wirken gegen jedermann („erga omnes“), so dass der Inhaber eines solchen Rechts einen Abwehranspruch gegen jeden besitzt, der dieses Recht verletzt.

## Absolutheitsprinzip bei einzelnen Rechten
Zu unterscheiden ist hierbei zwischen Eigentum und den beschränkten dinglichen Rechten.

### Eigentum
Dieser umfassende Rechtsschutz ist beim Eigentum am vollkommensten ausgestaltet. Das gilt auch für – die nicht zum Sachenrecht gehörenden – Persönlichkeitsrechte und Urheberrechte. Das Eigentum als dingliches Recht wirkt gegenüber jedermann. Der Eigentümer kann nach § 985 BGB die Sache von jedem, der sie ihm gegenüber unberechtigt besitzt, herausverlangen. Außerdem hat er bei Rechtshängigkeit nach den §§ 990, § 989 BGB einen Schadensersatzanspruch und nach §§ 994 ff. BGB einen Verwendungsersatzanspruch. Bei Beeinträchtigung seines Eigentums hat der Eigentümer nach § 1004 BGB einen Beseitigungs- und Unterlassungsanspruch. Genauso kann er von jedem, der die Sache beschädigt, nach § 823 Abs. 1 BGB Schadensersatz verlangen.

### Beschränkt dingliche Rechte
Dieser umfassende Rechtsschutz gilt auch für die Inhaber beschränkter dinglicher Rechte. Die beschränkten dinglichen Rechte sind Belastungen des Eigentums durch Duldungspflichten bzw. Nutzungs- oder Verwertungsrechte und wirken insoweit eigentumsnah. Der umfassende Rechtsschutz reicht bei den beschränkten dinglichen Rechten deshalb so weit, wie sie nach dem jeweiligen Rechtsinhalt schutzbedürftig sind (so verweist § 1227 BGB auf das Eigentumsrecht).

## Schuldrecht
Dingliche Rechte wirken gegenüber jedermann. Dies ist anders als im Schuldrecht, wo eine schuldrechtliche Beziehung (relativ) nur zwischen bestimmten Personen (etwa dem Schuldner und dem Gläubiger eines Schuldverhältnisses) entsteht. Der Gläubiger eines Schuldverhältnisses kann die Leistung nur von einer Person, nämlich dem Schuldner, verlangen (so etwa der Verkäufer vom Käufer den Kaufpreis nach § 433 Abs. 2 BGB).